# Xinye (sockenhuvudort i Kina, Guizhou Sheng, lat 28,04, long 108,69)
Xinye (kinesiska: 新业, 新业乡) är en sockenhuvudort i Kina. Den ligger i provinsen Guizhou, i den sydvästra delen av landet, omkring 260 kilometer nordost om provinshuvudstaden Guiyang. Antalet invånare är 7 364. Befolkningen består av 3 512 kvinnor och 3 852 män. Barn under 15 år utgör 27,0 %, vuxna 15-64 år 59 %, och äldre över 65 år 13,0 %.